# Босански устанак (1831−1832)
Босански устанак је био устанак босанских бегова против централне власти Османског царства. Повод су биле реформе којим је султан Махмуд II намeравао укинути ајански систем. Осим тога, побуњеници су поред укидања реформи, тражили и одређену врсту аутономије Босне и укидање намесништва, допуштање домаће власти, опозивање уступака учињених према суседној Србији, и укидање плана модернизовања војске (низами-џедида).
Устанак је избио 1831. године на подручју Босанског пашалука, а угушен је током 1832. године. Директна последица догађаја после инцидента у добар час.
Устанак, на чијем је челу био Хусеин-капетан Градашчевић, такође познат као Змај од Босне, био је производ незадовољства босанских бегова против централне власти у Цариграду. Покрет у Босни је одбијао све нове реформе Цариграда, они нису хтели да скину чалме (турбан) и саруке и замене фесовима. Разлика између српског и босанског устанка је у томе што су први хтели да се искорени зулум, а други су хтели да остане стање какво је до тада постојало. Покрет Хусеина 1831/2. никада није ишао за тим да се Босна издвоји из турске заједнице и да се одрекне султана. Сам Хусеин тражио је потврду свог везирског чина од султана и Порте. Они никада нису испољавали потребу за хатишерифом и Хусеин је одбио предлог кнеза Милоша да посредује код султана. Џамија коју је Хусеин изградио изражава његов однос према Цариграду. 

## Отпор у Херцеговини
Хусеин-капетан Градашчевић је покушао да покори херцеговачке аге и бегове, који нису хтели да му се придруже, али у томе није успео. Али-паша Ризванбеговић је био од оних који су били на страни султана и његових реформи. Услед таквих неслагања ко је за султана а ко није, дошло је до рата између њих самих. Хусеин је напао Али-пашу Ризванбеговића у Стоцу. Међутим, није успео да га савлада јер је Aли-паша пружио велики отпор у свом столачком граду. Због своје надутости Хусеина напушта велики број бегова и капетана. Било је, нема сумње, зависти и љубоморе због успеха. Било је и начелног неслагања. Хусеин није имао такта и због тога су га многи напустили. Пошто сам Хусеин није имао ослободилачке намере, већ уске, личне циљеве, није прихваћен као народни устаник за којим ће сви кренути за слободу. Међутим са друге стране у народу је било доста хришћана који су у овим дешавањима видели наду за трајном слободом и ослобођењем од Истанбула, па су из тог разлогa приступили на страну Змаја од Босне не би ли добили слободу.

## Последице
Босански бегови нису исказали намеру да се ослободе султана и прекину сваку везу са Цариградом, него да натерају надлежне да њима омогуће већи утицај на државне послове. Бегови су сматрали да је Турска својом погрешном политиком изгубила Србију и Грчку, па се сада они сами морају бранити да не изгубе и Босну и Херцеговину, у којима се већ јављају устанички покрети.
Србија је 1830. својим устанком добила хатишериф о самоуправи, што је и значио велики преокрет за Србију. Данак Турској је тачно утврђен, Хатишерифом се гарантује слобода трговања, подизања школа, цркава и манастира, организовања сопствених судова и административних органа. Предвиђено је да турско становништво може да станује само у градовима или да напусти земљу. Поред тога, Порта се обавезала да ће вратити и шест округа, које је Србија изгубила 1813. године. У исто време, 1830., издат је и берат којим је кнезу Милошу Обреновићу признато наследно кнежевско достојанство у његовој породици. У исто време такве тежње у Босни ка својом слободом и независношћу нису уопште постојале. Када је кнез Милош понудио Хусеину посредовање код султана одбио га је с пуно омаловажавања.
Из личних интереса бегова на челу са Хусеином дошло је до тога да је Херцеговина одвојена од Босне, а за првог везира у Мостару постављен је столачки капетан Али-паша Ризванбеговић. То је била награда за верност султану и плод вишегодишњих Алипашиних напора усмерених против босанског покрета.